# Nordjyske Bank
Nordjyske Bank er et tidligere selvstændigt pengeinstitut og nu en del af Ringkjøbing Landbobank ved en fusion den 8. juni 2018. Nordjyske Bank er dog fortsat som et selvstændigt 'brand' med eget navn, logo og hjemmeside.
Banken blev etableret i 2002 som en fusion af Vendsyssel Bank, der blev grundlagt i 1929 og Egnsbank Nord, der blev grundlagt i 1970.
Vendsyssel Bank blev etableret under navnet Handels- og Landbrugsbanken i Hjørring og ændrede sit navn i 1977 til Lokalbanken i Hjørring. I 1999 kom banken til at hedde Vendsyssel Bank.
Egnsbank Nord blev til i 1970 ved en fusion af Frederikshavns Bank (grundlagt 1891), Sæby Bank (grundlagt 1884), Skagens Bank (grundlagt 1916) og Folkebanken for Frederikshavn og Omegn (grundlagt 1943).
I 2009 købte Nordjyske Bank Løkken Sparekasse og i 2010 fusionerede banken med Øster Brønderslev Sparekasse. Det hele blev drevet videre under navnet "Nordjyske Bank".
Den 10. oktober 2014 offentliggjorde bestyrelsen, at der var indgået aftale med Nørresundby Bank om en fusion af de to pengeinstitutter under navnet Nordbank A/S med Nordjyske Bank som fortsættende selskab. Fusionen var dog betinget af aktionærernes godkendelse, og da hovedaktionæren i Nørresundby Bank, Spar Nord, ikke støttede fusionsplanerne, blev disse midlertidigt sat i bero i november 2014. Der blev dog arbejdet videre med planerne, og pr. 1. april 2015 blev de to pengeinstitutter slået sammen under navnet Nordjyske Bank.
Nordjyske Bank var indtil fusionen med Ringkjøbing Landbobank den 8. juni 2018 noteret på Københavns Fondsbørs og ejedes af 39.000 aktionærer.